# Mariefreds församling
Mariefreds församling är en församling i Domprosteriet i Strängnäs stift. Församlingen ligger i Strängnäs kommun i Södermanlands län. Församlingen utgör ett eget pastorat.

## Administrativ historik
Församlingen bildades 1605 genom en utbrytning ur Kärnbo församling, som sedan 1967 införlivades i denna församling.
Församlingen var till 1972 moderförsamling i pastoratet Mariefred och Taxinge som till 1967 även omfattade Kärnbo församling. Församlingen utgör sedan 1972 ett eget pastorat.

## Kyrkor
- Mariefreds kyrka
- Kärnbo kyrka